# Fissidens filiformis
Fissidens filiformis là một loài Rêu trong họ Fissidentaceae. Loài này được Z. Iwats. mô tả khoa học đầu tiên năm 1987.